# Reserva de la Biosfera de Askania-Nova
La reserva de la biosfera de Askania-Nova (en ucraniano Асканія-Нова; es una reserva de la biosfera ubicada cerca del asentamiento urbano de Nueva Askania en el óblast de Jerson, Ucrania, que se encuentra dentro de la árida estepa de Tavriya. 
La reserva natural se creó en 1874 por el terrateniente nacido en Ucrania Friedrich von Falz-Fein alrededor del asentamiento alemán de jútor Askania-Nova, que sólo en 1890 se convirtió en un asentamiento organizado. En marzo de 1919 Askania-Nova fue confiscada a la familia Falz-Fein por el Ejército Rojo como parte del programa de nacionalización estatal. El último propietario que rechazó ser evacuado a Alemania fue la esposa de Friedrich Falz-Fein, Sofia-Louise Bohdanivna (Gotlieb) Knauff, quien fue tiroteada por dos guardas del Ejército Rojo al rechazar rendirse y entregar su finca. El 1 de abril de 1919 Askania-Nova fue declarada parque del Pueblo. Tanto durante la Primera Guerra Mundial como en la Segunda, la reserva quedó devastada.
La reserva está formada por un zoo de aclimatación, un jardín botánico (2,1 km², o 518,9 acres), y una reserva de estepa virgen (110 km²), el último área de este tipo en Europa) y tiene una superficie total de 825 km². Además de las especies locales tiene avestruces, bisontes, antílopes, caballos salvajes, llamas, cebras y muchas especies de aves. Más de 200 especies de plantas fueron traídas de diferentes partes del mundo y plantadas en el jardín dendrológico durante el período 1885 - 1902. Alrededor de 600 plantas más altas (tanto perennes como anuales), 16 especies de ellas se encuentran en la Lista Roja de Ucrania, y se han conservado en su forma natural primaria.
La reserva es conocida por el grupo de caballo de Przewalski, el grupo más grande que se mantiene en cautividad, viviendo en un área de alrededor de 30 km².
El nombre oficial actual de la reserva es Інститут тваринництва степових районів ім. М.Ф. Іванова "Асканія-Нова" ("Instituto Ivanov de cría de animales en las regiones de estepa Askania-Nova").
Desde 1964 hasta 1992 inclusive, con la excepción de 1976, todos los veranos al Instituto de Ganadería Ivanov de Askania-Nova para la formación práctica venían  estudiantes de la facultad de agricultura de la Universidad de la Amistad de los Pueblos (Moscú) que llevaba el nombre de Patricio Lumumba. Durante estos 28 años, cerca de 260 jóvenes casi de 60 países actuales del mundo, han tenido su práctica de verano en Askania-Nova. Muchos de ellos se han convertido luego en personajes destacados de sus países: ministros, embajadores, profesores, asesores presidenciales, jefes de empresas agrícolas, escritores, periodistas, traductores, etc. Y más que nada, en buenos especialistas en su campo o figuras públicas. Al mismo tiempo, una docena de jóvenes de Askania estudiaron en la UAP en distintos años y en varias facultades, principalmente en la agrícola.
En 2008, Askania fue elegida una de las siete maravillas naturales de Ucrania. La reserva se convirtió en la única nominada nacional ucraniana en la campaña de las Nuevas Siete maravillas de la Naturaleza (grupo E - Bosques, Parques nacionales, Reservas naturales).